# Muton (geomorfologia)

Schemat powstawania mutonu. Na czerwono oznaczono kierunek ruchu lodowca, a na niebiesko powierzchnię szlifowania – detersji.

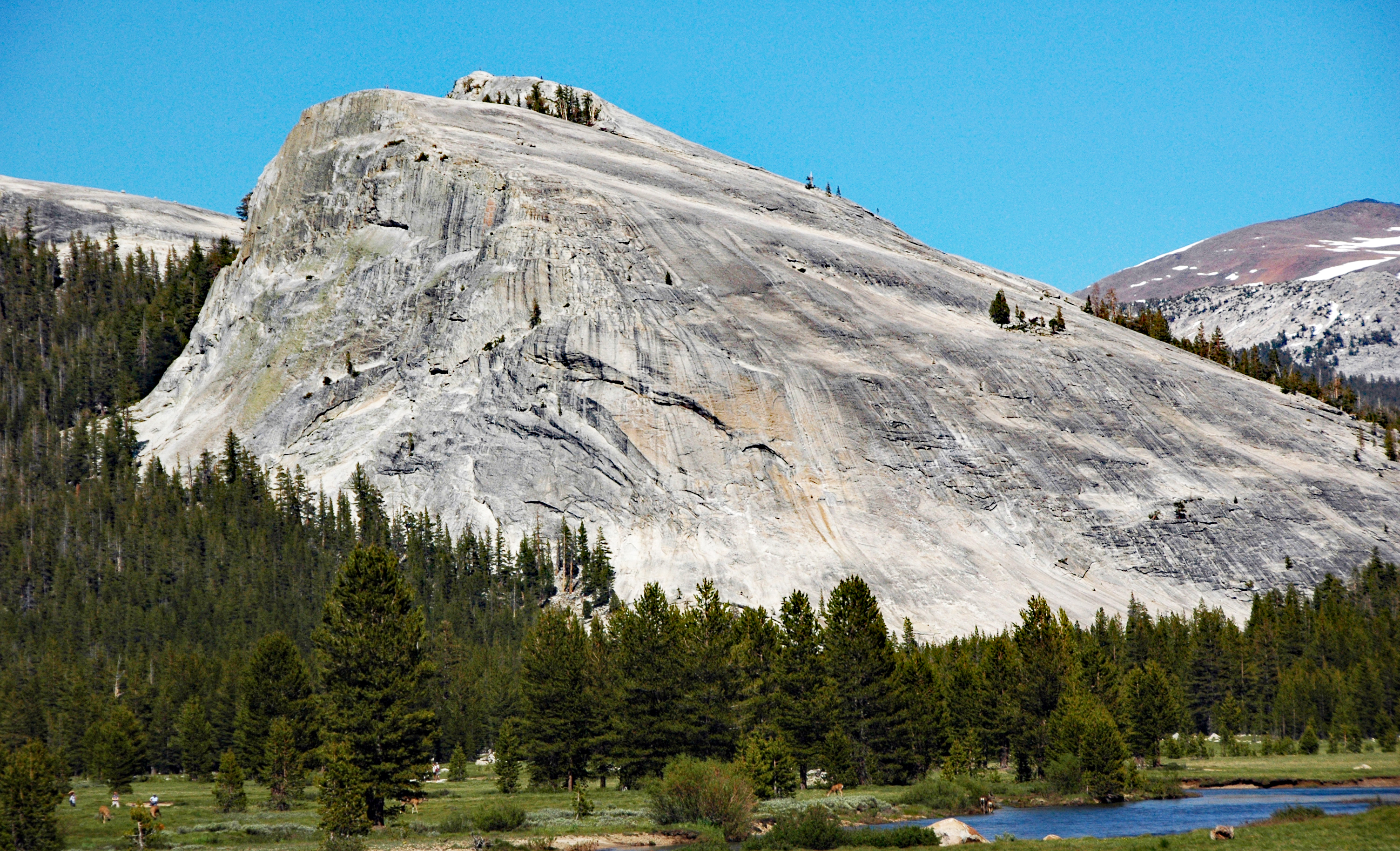
Muton w Yosemite National Park w Stanach Zjednoczonych.

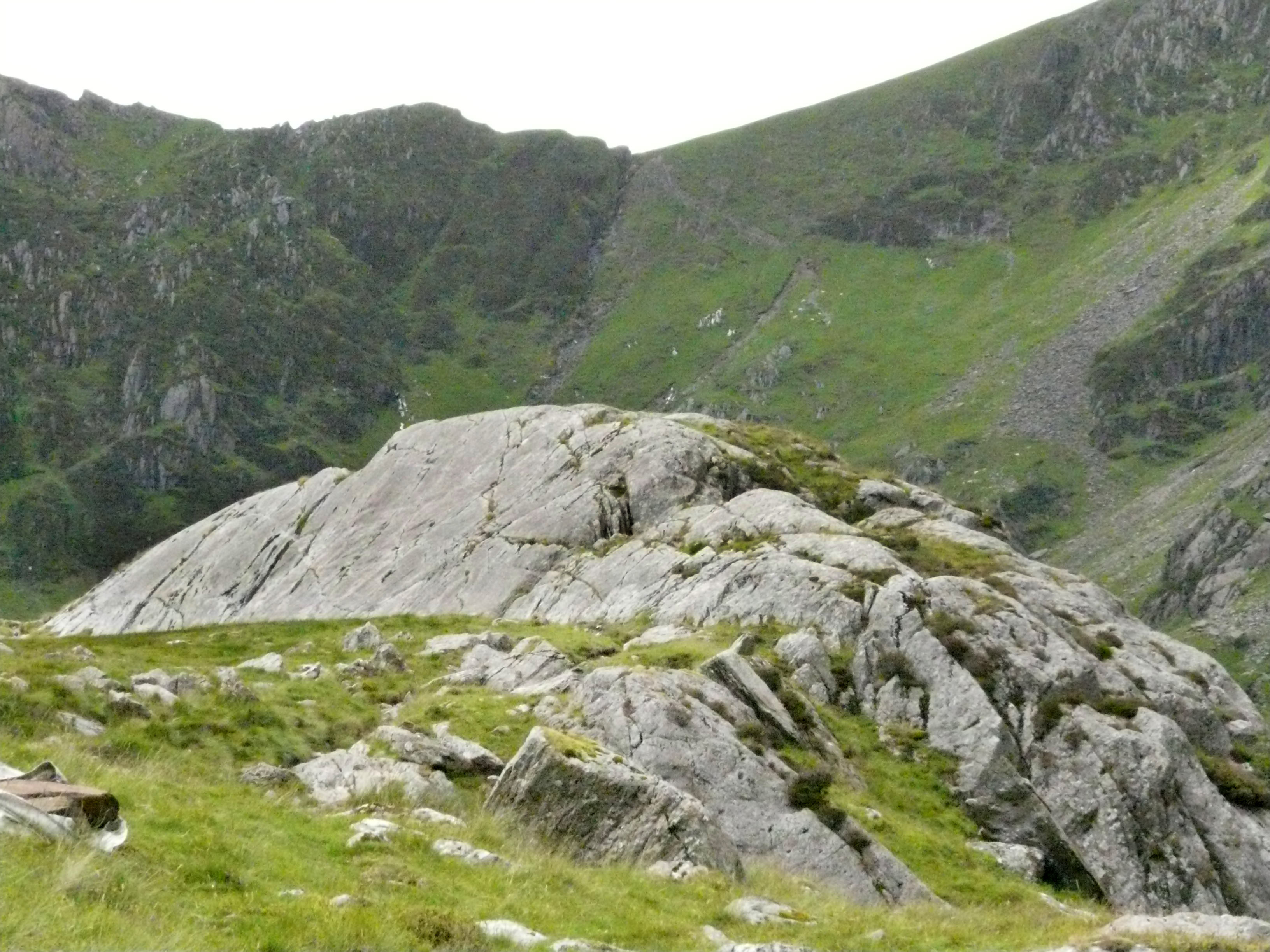
Muton w Cadair Idris w Walii.

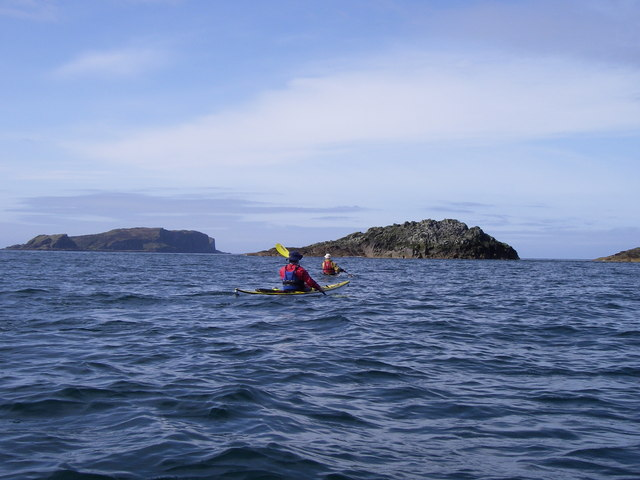
Skalista wyspa o charakterze mutonu (szkier) Dubh Fheith w Hebrydach Wewnętrznych w Szkocji.

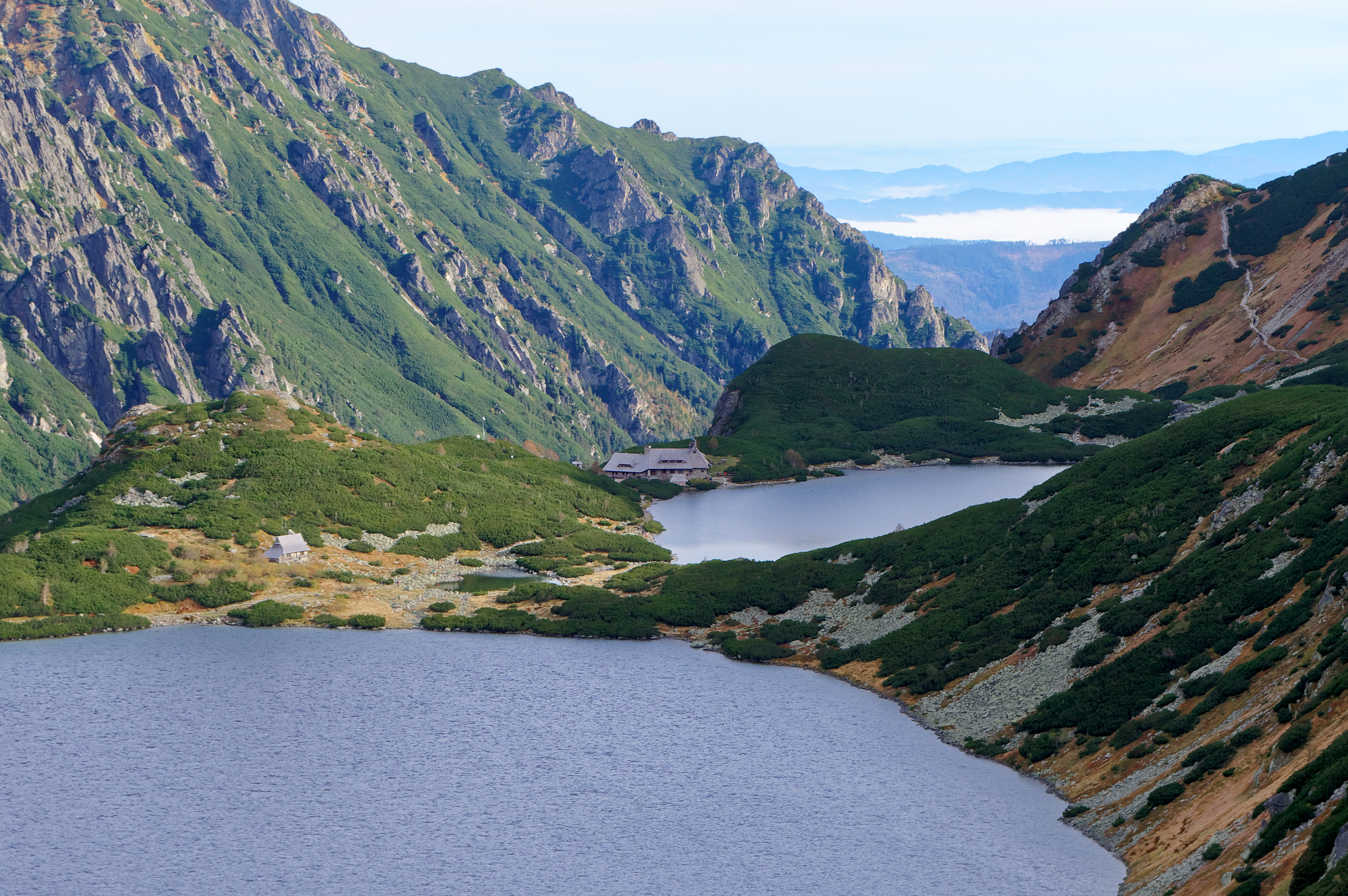
Mutony w tatrzańskiej Dolinie Pięciu Stawów (Niżnia i Wyżnia Kopa)

Muton, baraniec, barani łeb, bochen skalny, wygład tarczowy (fr. roche moutonnée) – forma ukształtowania powierzchni Ziemi powstała w wyniku działalności lodowca (procesy glacjalne); oszlifowany, podłużny pagórek lub garb o długości od kilku do kilkuset metrów i wysokości do kilkuset metrów.

## Etymologia
Nazwa muton pochodzi z języka francuskiego od słowa mouton, oznaczającego owcę.

## Opis
Cechą charakterystyczną mutonów są asymetryczny profil podłużny i kierunek osi głównej zgodny z kierunkiem ruchu lodowca. Stok proksymalny, czyli ten, od którego strony nadszedł lodowiec, jest łagodny i ma idealnie wygładzoną powierzchnię (wygład lodowcowy), ponieważ był nastawiony na szlifującą działalność lodowca – detersję. Natomiast stok dystalny, czyli przeciwny do proksymalnego jest stromy. Jeżeli wyjściowe wzgórze było niewielkich rozmiarów, lodowiec ześlizgiwał się po stoku dystalnym, szlifując go i dając wygładzoną powierzchnię, jednak jeśli pagór był większych rozmiarów ze stoku odrywane były bloki skalne (detrakcja), dlatego często stoki te są poszarpane, a czasem urywiste. Przyczyną powstawania stromego i postrzępionego stoku może być naprzemienne topnienie i zamarzanie lodowca w jego spodniej części. Kiedy lodowiec napotyka na swojej drodze przeszkodę, ta stawia opór, co prowadzi do wzrostu ciśnienia i rozmarzania spągu lodowca. Po przejściu masy lodu przez punkt kulminacyjny wzniesienia ciśnienie zaczyna spadać, w wyniku czego lód z powrotem zamarza i z dalszym ruchem wyrywa fragmenty materiału skalnego z podłoża. Na wygładach lodowcowych mutonów mogą się znajdować rysy lodowcowe i inne drobne formy erozyjne (bruzdy, zadziory).
Proces przekształcania wzniesień w mutony nosi nazwę mutonizacji, a obszar na którym zaszedł jest nazywany zmutonizowanym lub zmutowanym.
Barańce występują często w duży skupiskach na niewielkich obszarach i są od siebie oddzielone zagłębieniami zwanymi rynnami międzymutonowymi. Rynny te mogą być wypełnione wodą, tworząc jeziora. Przykładem jezior w rynnie międzymutonowej są Stawki Staszica w Tatrach.
Mutonami są również w większości niewielkie, skaliste wyspy, tworzące wybrzeże szkierowe, czyli szkiery, występujące np. u wybrzeży Finlandii (Wyspy Alandzkie).

## Występowanie
Mutony zazwyczaj (nie zawsze) wiążą się z działalnością lodowców górskich, ponieważ aby powstały wymagane jest podłoże zbudowane z odpornych skał (przede wszystkim krystalicznych, ale również innych, np. wapień). Mutony występują w Fennoskandii (Finlandia, południowa Szwecja), na półwyspie Labrador, czy w Szkocji. W Polsce barańce można znaleźć w górach objętych zlodowaceniem w plejstocenie – w Tatrach (np.: Wyżnia Kopa i Niżnia Kopa) i Karkonoszach (np. pola mutonów w okolicy wsi Łomnica). Większe mutony w Tatrach nazywane są bulami.